# Neochera affinis
Neochera affinis là một loài bướm đêm trong họ Erebidae.